# يامتشي سفلي
يامتشي سفلي هي قرية في مقاطعة نير، إيران. عدد سكان هذه القرية هو 106 في سنة 2006.